# São Miguel do Outeiro
São Miguel do Outeiro is een plaats (freguesia) in de Portugese gemeente Tondela en telt 969 inwoners (2001).